# Воскобойня (станция)
Воскобойня — железнодорожная станция Приднепровской железной дороги (перегон Каменское-Пассажирское — Верховцево, между платформой 139 км и 149 км).
Находится на территории Каменского района Днепропетровской области.
Население станции приписано к посёлку Аулы.